# Elecciones provinciales de Santa Cruz de 1973
Las elecciones generales de la provincia de Santa Cruz de 1973 tuvieron lugar el 11 de marzo del mencionado año con el objetivo de restaurar las instituciones democráticas constitucionales de la provincia después de casi siete años de la dictadura militar autodenominada Revolución Argentina, impuesta en 1966, y de dieciocho de proscripción del Partido Justicialista (PJ) de la vida política argentina. Dado que Santa Cruz se convirtió en provincia después de la proscripción, estas fueron las primeras elecciones gubernativas libres que se celebraron en dicho distrito.
Si bien el Frente Justicialista de Liberación (FREJULI) no se configuró en la provincia, el único de los cuatro partidos del mismo que presentó candidatos en Santa Cruz fue el Partido Justicialista. Su candidato a gobernador, Jorge Cepernic, resultó elegido en primera vuelta con el 50,17% de los votos, sin que se dieran las condiciones para realizar una segunda vuelta electoral o balotaje, como se preveía en caso de que ningún candidato superara el 50%. En segundo lugar quedó Rodolfo García Leyenda, de la Unión Cívica Radical (UCR), con el 35,81%, y en tercero la Alianza Popular Federalista (APF), con el 6,54%. En cuanto al plano legislativo, el PJ obtuvo 14 de los 24 escaños y la UCR los 10 restantes. Hasta la fecha, Santa Cruz no ha tenido nunca más un gobernador electo no perteneciente al PJ.
Cepernic y los legisladores electos asumieron sus cargos el 25 de mayo de 1973. Sin embargo, el mandato constitucional fue interrumpido por la intervención federal de la provincia el 6 de octubre de 1974, por parte del gobierno de María Estela Martínez de Perón.

## Resultados

### Gobernador y Vicegobernador
|  | 50,17 % |

|  | 35,81 % |

|  | 6,54 % |

|  | 2,93 % |

|  | 2,39 % |

|  | 1,64 % |

|  | 0,53 % |

|  | 95,47 % |

|  | 4,27 % |

|  | 0,26 % |

|  | 100 % |

|  | 71,37 % |

### Cámara de Diputados
|  | 48,84 % |

|  | 34,95 % |

|  | 6,58 % |

|  | 4,81 % |

|  | 2,53 % |

|  | 1,77 % |

|  | 0,53 % |

|  | 94,43 % |

|  | 5,32 % |

|  | 0,25 % |

|  | 100 % |

|  | 71,37 % |